# スバル・アセント
アセント（ASCENT）は、SUBARUが北米で製造・販売している中型SUVである。

## 解説
北米のファミリーユーザーを主要ターゲットとして開発されており、北米市場専用車として登場した。スバルで最大のSUVであったトライベッカ（同じく北米市場専用車で、販売不振により2014年に生産を終了）の後継車種として2018年から販売が開始された。スバルの市販車の中では最大サイズであり、トヨタのランドクルーザーに匹敵するが、販売されている米国では中型に分類される。スバルグローバルプラットフォームを採用し、新開発の2.4L水平対向4気筒直噴ターボエンジンを採用している。全車 X-MODE、アイサイトが標準装備される（詳細は後述）。
日本では販売されていないが、一部業者によって並行輸入が行われている。また、チリ等を始めとする一部の国ではエヴォルティス (EVOLTIS) の名で販売されている。

## 沿革
- 2017年4月 - ニューヨーク国際自動車ショーにてコンセプトモデルが発表される[6]
- 2018年
  - 5月7日 - スバルのアメリカでの生産拠点であるSIA（Subaru of Indiana Automotive,Inc.）で生産開始[7][8]
  - 6月15日 - 初販売[9]
- 2019年
  - 5月16日 - 2020年式への年次改良が発表される[10]。新機能として、降車時に荷物の置き忘れを警告するリアシートリマインダーを全車標準装備[11]。
  - 12月 - 米国道路安全保険協会（以下、IIHSと略す）による2019年安全性評価において、「トップセイフティピックプラス（TSP+）」を受賞[12]
- 2020年
  - 2月 - IIHSによる2020年安全性評価において、「トップセイフティピック（TSP）」を受賞[13]
  - 6月 - 2021年式へ年次改良。安全支援性能強化[14]。詳細は後述。
  - 米国コンシューマー・レポート誌、信頼度調査において大幅なスコア低下を報じる[15][16]。
- 2021年
  - 3月 - IIHSによる2021年安全性評価において、「トップセイフティピックプラス（TSP+）」を受賞[17]
  - 6月14日 - 2022年式が発表される[18]。OnyxEditionの追加により計5グレードとなる
- 2022年
  - 8月11日 - マイナーチェンジされた[19]。

## 装備
一部の限定仕様車を除きスバル車の最高価格帯に位置するが、7/8人乗りである以外は他のスバル車とほぼ同水準である。ただしSUVに分類されるだけに、ヒルディセントコントロール、X-MODEは全車標準装備となっている。また、プッシュスタート車にはスバル車の特色である暗証コード式キーレスエントリーも備わる。

### スバル初採用装備
- 運転席クッション長調整機能付きフロントシート
- 駆動ユニット一体型パワーリヤゲート
- 2列目2名掛けキャプテンシート（7人乗り仕様）
- サラウンドビューモニター（2023年モデル）[21]

### 安全支援装備

#### 2019–2020年式
アイサイトを全車標準装備する。上級グレードには操舵連動ヘッドランプ（LED）、対向車検知ハイビームアシストを装備する。
- プリクラッシュブレーキ（PCBS）[22]
- 全車速追従機能付きクルーズコントロール（以下、ACC）[23]
  - 巡行速度は 20~90 mph (約 30~145 km/h)の範囲内で設定可能。車間距離は4段階で選択可能
- レーンキープアシスト（LKAS）[24]
- AT誤発進抑制制御[25]
- 車線逸脱警報・ふらつき警報機能[26]
- 先行車発進お知らせ[27]
- 電動パーキングブレーキ連動。自動停止後は最大2分間まで[28]

#### 2021年式
2020年6月に発表された年次改良では、日本国内におけるアイサイト・ツーリングアシストに相当する機能向上が図られた。具体的には、ACCがアドバンスドACCに、車線維持機能が車線中央維持機能にアップデートされ、高速道路上であれば先行車追従自動操舵を行うことが可能となった。その他、廉価グレードでは備わらなかった操舵連動LEDヘッドランプ、後席シートベルト装着監視が全車標準装備となった他、リアビークルディテクション、リアクロストラフィックアラートが基本グレードを除き標準装備として追加された。

#### 2023年式
先立って発表されたアウトバック2023年モデルと同様に、広角単眼カメラが追加された。

## 車名の由来
英語で「上昇、向上」を意味する「ascent」から。

## 販売実績
2020年米国内販売実績では全スバル車の11%を占める。
| フォレスター | アウトバック | クロストレック | アセント | インプレッサ | レガシィ | WRX/STI | SUBARU BRZ | 総計    |
| ------------ | ------------ | -------------- | -------- | ------------ | -------- | ------- | ---------- | ------- |
| 176,996      | 153,294      | 119,716        | 67,623   | 43,628       | 27,240   | 21,178  | 2,267      | 611,942 |
| -1.8%        | -15.4%       | -8.7%          | -17.5%   | -34.3%       | -22.3%   | -3.0%   | -2.9%      | -12.6%  |

| 2018年 | 2019年 | 2020年 |
| ------ | ------ | ------ |
| 36,211 | 81,958 | 67,623 |